# Gać Leśna
Gać Leśna (kaszb. Gacczé Błota, niem. Gatzerbrüchen) – wieś w Polsce położona w województwie pomorskim, na Równinie Sławieńskiej w powiecie słupskim, w gminie Redzikowo. Leży w odległości 19,5 km od centrum Słupska.
Gać Leśna wchodzi w skład sołectwa wraz z tworzącymi je miejscowościami Gać i Redęcin.
Zachodnia granicy wsi to jednocześnie granica województwa pomorskiego z zachodniopomorskim.
Najbliższa stacja kolejowa: Sycewice, gm. Kobylnica.
W miejscowości znajduje się grodzisko wyżynne typu pierścieniowatego w kształcie nieregularnego owalu z wklęsłym majdanem. W czasie przeprowadzanych badań archeologicznych nastąpiło stwierdzenie warstwy kulturowej i materiału archeologicznego. Wiek grodziska słowiańskiego określony został na VIII- X wiek. Łatwo czytelny majdan znajduje się w widłach dwóch strumieni, zachowane są też wysokie wały obronne. W bliskości grodziska znajdują się ruiny młyna.

## Nazwa
Nazwa jest tzw. chrztem nazewniczym o charakterze pseudotopograficznym-relacyjnym. Stanowi zestawienie dwóch członów: nazwy miejscowej Gać (ponowiona z nazwy sąsiedniej miejscowości) i przymiotnika Leśna. Pierwotna nazwa niemiecka jest poświadczona po raz pierwszy w 1934 i stanowi zestawienie dwóch członów: nazwy miejscowej Gatz i nazwy pospolitej Bruch „trzęsawisko” w liczbie mnogiej.
Rada Języka Kaszubskiego proponuje kaszubską formę nazwy Gac Lasowô.

## Historia
- IX-XI wiek : kurhanowe cmentarzysko na terenie wsi;
- pierwsza połowa XIX wieku : stodoła
- druga połowa XIX wieku : park podworski o powierzchni 4,2 ha, początkowo utrzymany w stylu romantycznym; budynek mieszkalny;
- 1903 - budynek gospodarczy;